# Walter de Cantilupe
Walter de Cantilupe (* um 1195; † 12. Februar 1266 in Blockley, Gloucestershire) war ein englischer Geistlicher. Ab 1237 war er Bischof von Worcester. Er war der geistliche Mentor der Adelsopposition gegen König Heinrich III. und gilt als einer der bedeutendsten geistlichen Führer seiner Generation.

## Herkunft und kirchliche Laufbahn
Walter war der zweite Sohn des anglonormannischen Adligen William de Cantilupe, der unter König Johann Ohneland und unter dessen Sohn Heinrich III. als Steward of the Household diente. Auch Walters älterer Bruder William hatte dieses Amt unter Heinrich III. inne. Zu Walters Neffen gehörte Thomas de Cantilupe, ein Sohn seines Bruders William. Thomas war wie sein Onkel Walter, der sein Vormund wurde, für eine geistliche Laufbahn vorgesehen und wurde später Bischof von Hereford. Walter de Cantilupe trat nach dem Besuch einer Schule, möglicherweise in Oxford, um 1208 in den Dienst der Krone, dabei erhielt er bis 1231 eine Reihe von Pfründen. Als sogenannter Pfründensammler verteidigte er während eines Kirchenrats 1237 diese Praxis, da sie ihm ein ehrenwertes und standesgemäßes Leben ermöglichte. Zugleich konnte er so ein großzügiger Gastgeber und Almosengeber sein. Nach Cantilupes Auffassung würde die Beschränkung auf eine Pfründe pro Person, wie sie kirchliche Reformer forderten, ihn und viele andere Geistliche in die Armut treiben.
1227 war er Anwalt des Königs bei der Kurie in Rom, wo er bei einem Prozess vehement die Interessen der Krone vertrat. Er gehörte zu der Delegation, die im Herbst 1229 von Rom aus das Pallium zu Erzbischof Richard de Grant von Canterbury brachte. Im Januar 1235 war er einer der drei englischen Gesandten, die zu neuen Waffenstillstandsverhandlungen nach Frankreich reisten. König Heinrich III. dankte seinem zuverlässigen Diplomaten, indem er Cantilupe als Bischof für das vakante Bistum Worcester vorschlug. Tatsächlich wählte das Kathedralkapitel Cantilupe am 30. August 1236 zum neuen Bischof. Am 9. September bestätigte Heinrich III. die Wahl, und am 27. September erhielt Cantilupe die Temporalien. Als gewählter Bischof und als Gesandter des Königs reiste er im Januar 1237 erneut zum Papst. Gregor IX. weihte ihn am 3. Mai 1237 in Viterbo zum Bischof, nachdem er ihn zuvor zum Diakon und zum Priester geweiht hatte. Zurück in England wurde Cantilupe am 13. Oktober 1237 in Worcester in Anwesenheit des Königs, der Königin, von Erzbischof Edmund Rich von Canterbury sowie des päpstlichen Legaten Kardinal Oddone di Tonengo als Bischof eingesetzt. 

## Wirken als Bischof von Worcester
Als Bischof war Cantilupe ein ernsthaft bemühter Seelsorger und nahm gewissenhaft seine Aufgaben wahr. Zusammen mit Bischof Grosseteste von Lincoln widmete er sich Kirchenreformen, um Missbräuche abzustellen und um die Seelsorge in den Pfarreien zu verbessern. Mehrmals hielt er Diözesansynoden ab, auf denen Reformen beschlossen wurden. 1240 verkündete er neue Synodalstatuten für das Bistum Worcester, die, oft verändert und erneuert, als Muster für die Statuten von mehreren anderen Bistümern dienten. Cantilupes Statuten schrieben unter anderem den Pfarrern vor, wie sie die Beichte abnehmen sollten, dazu enthielten sie eine Kurzfassung der kirchlichen Moraltheologie. 1240 erhielt Cantilupe die Erlaubnis des Papstes, verheiratete Geistliche sowie diejenigen Pfarrer, die ihre Ämter von ihren Vätern geerbt hatten, abzusetzen. Dazu stattete er den Klöstern in seinem Bistum wiederholt Visitationen ab, wobei er auch nachlässige Klosterobere absetzte. Sein Anspruch, klösterliche Amtsträger ernennen zu dürfen, und sein Beharren, dass auch die Klöster in seinem Bistum beschlossene Regeln übernehmen sollten, brachte ihn mit dem Abt von Gloucester Abbey sowie mit den Mönchen seines eigenen Kathedralpriorats in Konflikt.

## Politisches Betätigung

### Verwalter des Bistums Worcester
Mit derselben Energie, wie sich Cantilupe um die Seelsorge in seinem Bistum kümmerte, setzte er sich für die Bewahrung und die Ausweitung der weltlichen und geistlichen Rechte seines Bistums ein. Gegenüber dem Bistum Coventry und Lichfield beanspruchte er erfolgreich die Hoheit über Dudley. Ein langwährender Streit zwischen den Bischöfen von Worcester und den Äbten von Evesham Abbey über die Gerichtshoheit im Vale of Evesham wurde 1248 von päpstlichen Richtern zugunsten der Abtei entschieden. Cantilupe erreichte jedoch, dass das Bistum Worcester für den Verzicht auf dessen Ansprüche die Patronatsrechte über drei andere Kirchen erhielt. Als William Beauchamp, der Sheriff von Worcester, in die Verwaltung mehrere Güter des Bistums eingriff, drohte ihm Cantilupe mit der Exkommunikation. Zur Verärgerung des Königs bestätigte der Papst die Rechtmäßigkeit dieser Androhung. 1255 begann er mit der Befestigung der bischöflichen Residenz Hartlebury Castle.

### Diplomat im Auftrag des Papstes
Mehrfach diente Cantilupe als Beauftragter des Papstes oder als delegierter päpstlicher Richter. Zusammen mit Bischof Peter D’Aigueblanche von Hereford und dem Archidiakon von Canterbury drängte er 1244 im Auftrag von Innozenz IV. den König unter Androhung der Verhängung des Interdikts, dass er William Raleigh als neuen Bischof von Winchester anerkennen solle. Zusammen mit anderen englischen Prälaten nahm er 1245 am Konzil von Lyon teil. 1247 wurde er beauftragt, in England für einen Kreuzzug zu predigen und dafür Gelder einzusammeln. Nach dem Beispiel des Königs legte er 1250 selbst ein Kreuzzugsgelübde ab. Der Papst erlaubte ihm, in seiner Diözese gesammelte Gelder für die Begleichung der Kosten für den geplanten Kreuzzug zu verwenden, doch Cantilupe trat wie der König nie einen Kreuzzug an.

### Unterstützer der Adelsopposition
Cantilupe war ein Freund von Bischof Grosseteste, von Simon de Montfort, 6. Earl of Leicester und des Franziskaners Adam Marsh. Durch sie wurde Cantilupe ein aktives Mitglied einer Gruppe von gebildeten und idealistischen Klerikern, die der Politik von Heinrich III. kritisch gegenüberstanden. 1244 wurde er von Magnaten und Bischöfen zum Mitglied eines Komitees gewählt, das eine Vereinbarung mit dem König erreichen wollte. Die Magnaten und Bischöfe wollten so die Verwendung einer Steuer kontrollieren, die das Parlament kurz zuvor dem König bewilligt hatte, doch konnten sie letztlich keine Einigung mit dem König erzielen. Zusammen mit Grosseteste war Cantilupe ein erbitterter Gegner des Zehnten, den der Papst dem König auf die Einkommen des Klerus zur Finanzierung eines Kreuzzugs zugestanden hatte. Als Simon de Montfort sich 1252 vor dem König für seine Amtsausübung als Seneschall der Gascogne verantworten musste, verteidigte Cantilupe Montfort gegen die Anschuldigungen des Königs. Ab 1255 wurde er der Führer der Bischöfe, die das sizilianische Abenteuer ablehnten, durch das der König Sizilien für seinen jüngeren Sohn Edmund erobern wollte. 1257 gehörte Cantilupe der englischen Gesandtschaft an, die einen Friedensvertrag mit Frankreich aushandeln sollte.

### Rolle im Zweiten Krieg der Barone
Als offensichtlicher Gegner der Regierung von Heinrich III. spielte Cantilupe eine führende Rolle in der Rebellion von 1258, die schließlich zum Zweiten Krieg der Barone führte. Cantilupes Neffe Peter de Montfort, ein Sohn einer seiner Schwestern, gehörte zu den sieben Baronen, die im April 1258 die Rebellion initiierten. Bei der Parlamentsversammlung in Oxford im Juni 1258 wurde Cantilupe von der Adelsopposition als einziger Geistlicher in das Komitee der 24 gewählt, das die Provisions of Oxford ausarbeitete. Nach der Anerkennung der Provisions durch den König wurde Cantilupe als eines der Mitglieder des neuen Staatsrats gewählt, der den König beraten sollte und der de facto den König weitgehend entmachtete. Im Januar 1259 war Cantilupe zusammen mit Earl of Winchester einer der Führer der Delegation, die Richard von Cornwall, dem Bruder des Königs und gekrönten römisch-deutschen König, nach Saint-Omer entgegenreiste. Die Delegation verbot ihm die Überfahrt nach England, bis er die Provisions of Oxford anerkannte. Als Heinrich III. im Herbst 1259 nach Frankreich reiste, wurde Cantilupe zu einem der Räte ernannt, die während der Abwesenheit des Königs die Regentschaft führen sollten. Als Heinrich III. 1261 seine Macht zurückgewann und die Gültigkeit der Provisions of Oxford bestritt, blieb Cantilupe ein treuer Unterstützer Montforts und ein Verfechter der Provisions. Als Erzbischof Bonifatius von Canterbury 1262 ins Exil ging, wurde Cantilupe, auch aufgrund seiner langen Amtszeit, Führer der englischen Bischöfe. Er unterzeichnete mit die Briefe, in denen die Adelsopposition ihre Stellung vor dem als Schlichter angerufenen französischen König Ludwig IX. erläuterte. Sein Neffe Thomas de Cantilupe gehörte der Delegation der Adelsopposition an, die zum französischen König nach Amiens reiste.
Als der französische König im Mise of Amiens die Provisions of Oxford für ungültig erklärte und nun ein offener Bürgerkrieg in England drohte, versuchte Cantilupe mehrfach erfolglos, Simon de Montfort mit Heinrich III. zu versöhnen. Im März 1264 verhandelte er zusammen mit den Bischöfen von Winchester, London und Chichester in Brackley und in Oxford mit den königlichen Gesandten. Dabei bot er als Kompromiss an, dass die Barone den Mise of Amiens akzeptierten, wenn der König im Gegenzug seine ausländischen Günstlinge vom Hof verbannen werde und der Staatsrat die Minister der Regierung vorschlagen dürfe. Zusammen mit Henry of Sandwich, Bischof von London, begleitete er Montforts Heer, als dieses im Mai 1264 gegen die Truppen des Königs zog. Am Abend vor der Schlacht von Lewes machte er einen letzten Versuch, zwischen Montfort und dem König zu vermitteln. Als auch dieser Versuch scheiterte, ermahnte Cantilupe die Truppen Montforts, die Beichte abzulegen, erteilte ihnen die Absolution und segnete sie.
Die Rechtmäßigkeit der Regierung Montforts, die nach dem Sieg über den König die Herrschaft übernommen hatte, wurde vom päpstlichen Legaten Kardinal Gui Foucois bestritten. Dieser forderte mit Unterstützung des französischen Königs und unter Androhung der Exkommunikation die Regierung Montforts auf, die Provisions zurückzunehmen. Zusammen mit den Bischöfen von Winchester und London reiste Cantilupe nach Boulogne, wo sich der Legat aufhielt. Obwohl sie die Sicht der Regierung Montforts vehement vertraten, rückte der Legat von seinem Standpunkt nicht ab und schickte die Bischöfe nach England zurück mit der Aufforderung, die Exkommunikation Montforts und seiner Verbündeten auszuführen. Nach der Chronik von Thomas Wykes nahmen die Bürger der Cinque Ports der bischöflichen Delegation bei ihrer Ankunft in England die Briefe ab und warfen sie ins Meer. Cantilupe blieb bis zuletzt ein Unterstützer Montforts. Er bemühte sich erfolglos, den Streit zwischen Montfort und Gilbert de Clare, 6. Earl of Gloucester zu schlichten, der das Lager der Adelsopposition entscheidend schwächte. In der Nacht vor der entscheidenden Schlacht von Evesham übernachtete Montfort in Cantilupes Gut in Kempsey. Am Morgen des 4. August 1265 feierte Cantilupe noch einmal die Messe für seinen Freund, der in der folgenden Schlacht dann getötet wurde. Nach diesem Triumph wollte der König nun gerichtlich gegen die Bischöfe vorgehen, die Montfort unterstützt hatten. Zusammen mit vier anderen Bischöfen wurde Cantilupe vom päpstlichen Legaten Kardinal Ottobono seines Amtes enthoben. Er sollte nach Rom reisen, um dort das Urteil des Papstes zu erhalten. Cantilupe hatte sich jedoch nach der Niederlage von Evesham enttäuscht und desillusioniert auf sein Gut in Blockley in Gloucestershire zurückgezogen. Dort starb er im Februar 1266, noch ehe über sein Schicksal entschieden worden war. Er wurde in der Kathedrale von Worcester beigesetzt.